# Zimbabwe National Road Administration
Die Zimbabwe National Road Administration (deutsch etwa: „Nationale Straßenverwaltung Simbabwes“), abgekürzt ZINARA, ist die nationale Straßenbehörde Simbabwes. Sie wurde 2002 errichtet und untersteht dem Department of Roads (Straßenabteilung) im zuständigen Ministerium, das Ministry of Transport and Infrastructural Development (früher Ministry of Transport and Communications, später Ministry of Transport, Communications and Infrastructural Development).

## Aufgaben
Die Aufgaben der nationalen Straßenverwaltung von Simbabwe mit allen Unterbehörden bestehen (Roads Act: Part II, section 4 General functions of road authorities) in der Planung, Ausgestaltung, im Bau, in der Instandhaltung, Sanierung und Bewirtschaftung des Straßensystems.

## Behördengliederung
Straßenbehörden nach dem Roads Act sind:
- für die Regional-, Primary- und Secondary-Straßen, das Department of Roads (DOR)
- für die Tertiary-Straßen, ein rural district council
- für die Urban-Straßen, eine municipality, ein town council, local board oder rural district council (DC)
- für Urban- oder Tertiary-Straßen, die vom District Development Fund (DDF) gebaut und unterhalten werden, ist die Straßenbehörde das District Development Fund.[5] Der District Development Fund ist eine Abteilung im Präsidialamt der simbabwischen Regierung.[6]

Der Hauptsitz der Zimbabwe National Road Administration befindet sich im Stadtteil Highlands von Harare. Außenstellen existieren in Bulawayo, Chinhoyi, Gwanda, Gweru, Marondera, Masvingo und Mutare.
Die nationale Straßenbehörde wird von einem Aufsichtsrat aus 12 Mitgliedern kontrolliert, die vom Minister of Transport berufen werden. Dieses Gremium arbeitet nach Vorgaben des National Code for Corporate Governance for State Enterprises and Parastatals (ZIMCODE), deutsch etwa: „Nationale Vorschrift für die Unternehmensführung und -kontrolle von Staatsunternehmen und Beteiligungsgesellschaften“.

## Umfang des Straßennetzes
Das öffentliche Straßennetz von Simbabwe umfasst (Stand 2017, nach African Development Bank Group):
- 17.016 km State Highways (Staatsstraßen)
- 8.194 km Urban Roads (Gemeindestraßen)
- 62.923 km Rural Roads, teilweise Tertiary Roads (Landstraßen).

Insgesamt stehen 88.133 km (Stand Ende 2017) des Straßennetzes von Simbabwe unter öffentlicher Verwaltung.

## Straßenklassifizierungen

### Überblick
Nach dem simbabwischen Straßengesetz (Roads Act (Act 6/2001), novelliert durch Act 22/2001 und Act 14/2002) werden 5 Straßenklassen unterschieden (siehe im Gesetz: Part VI, section 28 Declaration of roads), für die es im mehrstufigen Behördenaufbau verschiedene Zuständigkeiten gibt:
- Regional Road (deutsch, gemeint ist etwa: „Straße zwischen den Regionen“), auch Regional Trunk Roads (deutsch etwa: „territoriale Fernstraßen“)
- Primary Road (deutsch etwa: „Straße 1. Ordnung“)
- Secondary Road (deutsch etwa: „Straße 2. Ordnung“)
- Tertiary Road (deutsch etwa: „Straße 3. Ordnung“)
- Urban Road (deutsch etwa: „Gemeindestraße“)

### Unterscheidung
- Die Primary Road ist eine Straße, die kein Teil des Regional Trunk Road Network (internationales Fernstraßennetz) ist, die jedoch die Regional Roads mit den urbanen Zentren bzw. solche untereinander verbindet und als Primary Road nach dem Straßengesetz deklariert ist.[4]

- Die Regional Road ist eine Straße, die das Regional Trunk Road Network bildet und als solche nach dem Straßengesetz deklariert ist.[4]

- Die Secondary Road ist eine Straße, die Regional-, Primary-, Tertiary- und Urban-Straßen verbindet, oder zur Verkehrsanbindung von Industrie- und Bergbauzentren, Touristenattraktionen und kleineren Grenzübergängen dient sowie als solche nach dem Straßengesetz deklariert ist.[4]

- Die Tertiary Road ist eine Straße für die Zufahrt zu Schulen, Gesundheitseinrichtungen, veterinärhygienische Tauchtanks und anderen Serviceeinrichtungen in rural district council area sowie als Verbindungsstraße zu Secondary, Primary und Regional-Straßen in und zu einem rural district council area dient und als solche nach dem Straßengesetz deklariert ist.[4]

- Die Urban Road ist:

a) jede Straße in einem rural district council area, die keine Secondary-, Primary- oder Regional-Straße ist;
b) jede Straße in einem urban council area, die keine Tertiary-, Secondary-, Primary- oder Regional-Straße ist.